# بشقاب شکار قوچ
بشقاب شکار قوچ از آثار باستانی دوران ساسانیان (اواخر سده پنجم - اوایل سده ششم بعد از میلاد)است که در موزه متروپولیتن نیویورک نگهداری می‌شود. بشقاب نقره‌ای شکارگاه، با جیوه، سیم و زَر تذهیب کاری شده و با روش سیاه قلم‌کاری تزئین شده‌است. این بشقاب دارای ارتفاع ۴٫۶ و قطر ۲۱٫۹ سانتی‌متر است. در تصویر، شاه ساسانی در حال شکار قوچ است. طرح بشقاب برای درباریان نشانه دلاوری و شکست‌ناپذیری شاهان ساسانی بوده‌است. این قبیل آثار برای هدیه دادن به پادشاهان کشورهای همسایه کاربرد داشته‌است. پادشاه در بشقاب دارای تاج و سربند و همچنین گوی با پشتیبان مخصوص است که هاله‌ای در اطراف سر او با مهره یا منجوق تزئین شده‌است. گمان می‌رود پادشاه در طرح بشقاب کواد یکم باشد با توجه به سکه‌های او.

## .
- فهرست آثار تمدنی ایران در سایر جهان

نقش پادشاه دارای ویژگی‌های سلطنتی گوناگونی، از جمله تاج و سربند و هاله‌ای از نور دور سر است. بشقاب‌‌های ساسانی بیش‌تر با تکنیک چکش‌کاری ساخته شده‌اند و قطعه‌هایی از نقره به گونه‌ای جداگانه و برجسته بر روی بشقاب پرچ شده‌اند. همچنین تکنیک تزیین با سیاه‌قلم (آلیاژی فلزی از گوگرد و نقره) به گونه‌ای رنگی روی آن خودنمایی می‌کند.امرداد نیوز